# Batailler (fleuve)
Le Batailler est un petit fleuve côtier du Var en région Provence-Alpes-Côte d'Azur.

## Géographie

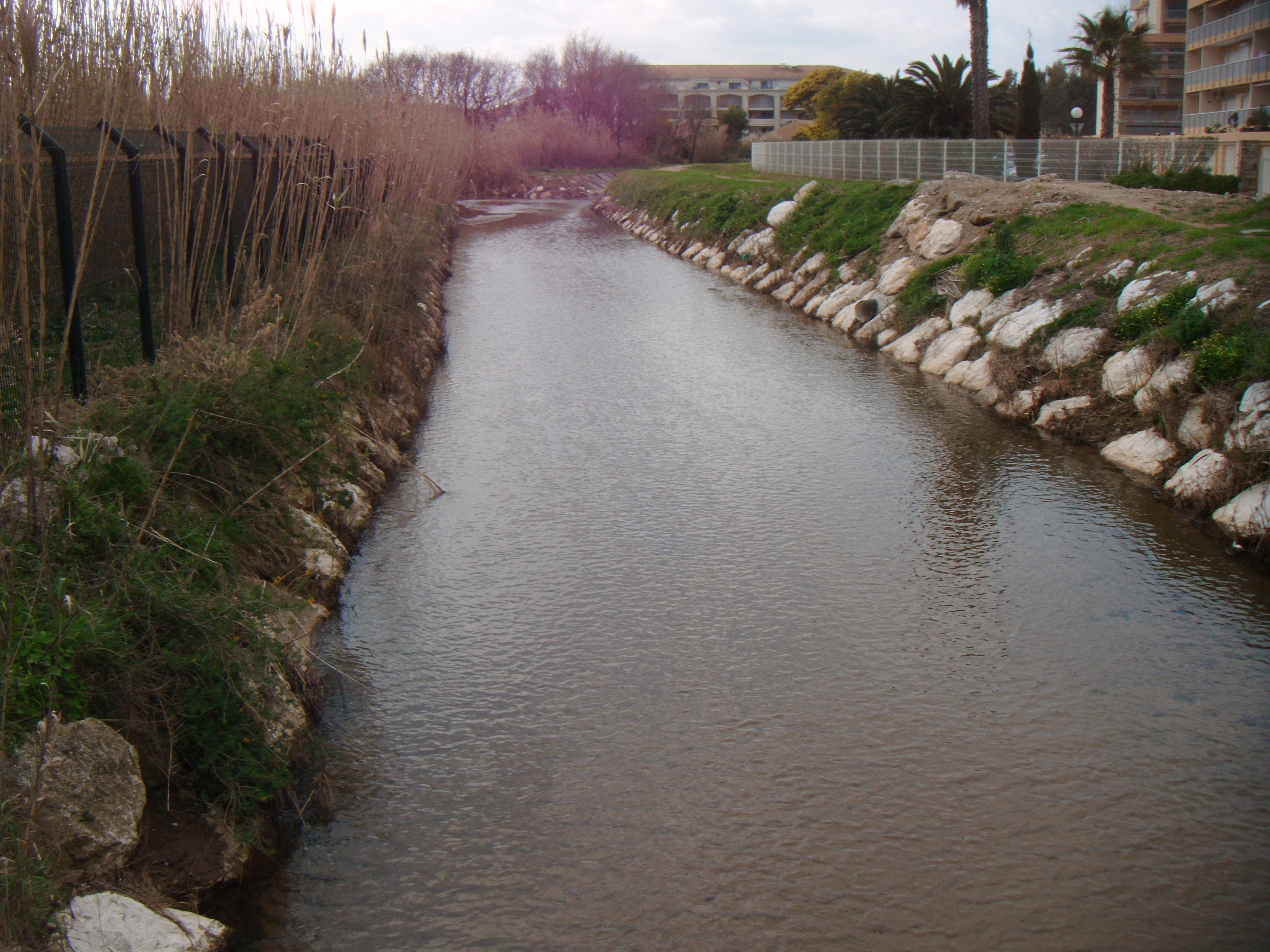
Le Batailler sur son dernier kilomètre au Lavandou.

Long de 11 km, il naît à 2 km au nord-ouest du col de Gratteloup (200 m), sur la commune de Bormes-les-Mimosas, à 437 m d'altitude, au lieu-dit Rayac.
Son cours, au début parallèle à celui du Pellegrin est presque entièrement compris sur le territoire de cette commune dont il traverse la partie sud, pour se jeter dans la Méditerranée, entre le port de Bormes et celui du Lavandou, au niveau de la plage du Lavandou.
Il passe à proximité des lieux-dits de la Verrerie et de l'Angueiroun dont il reçoit le ruisseau.

### Communes et cantons traversés
Le Batailler prend source et a son embouchure dans le seul canton de Collobrières, dans l'arrondissement de Toulon, du département du Var. Il traverse juste, dans le sens amont vers aval, deux communes : Bormes-les-Mimosas et Le Lavandou.

### Bassin versant
Le Batailler traverse une seule zone hydrographique, le « Côtiers du Cap Bénat au vallon de Valescure » (Y540) de 87 km2 de superficie. Ce bassin versant est constitué de 58,03 km2 de « forêts et milieux semi-naturels », 34,61 km2 de « territoires artificialisés », 7,43 km2 de « territoires agricoles ».

## Affluents

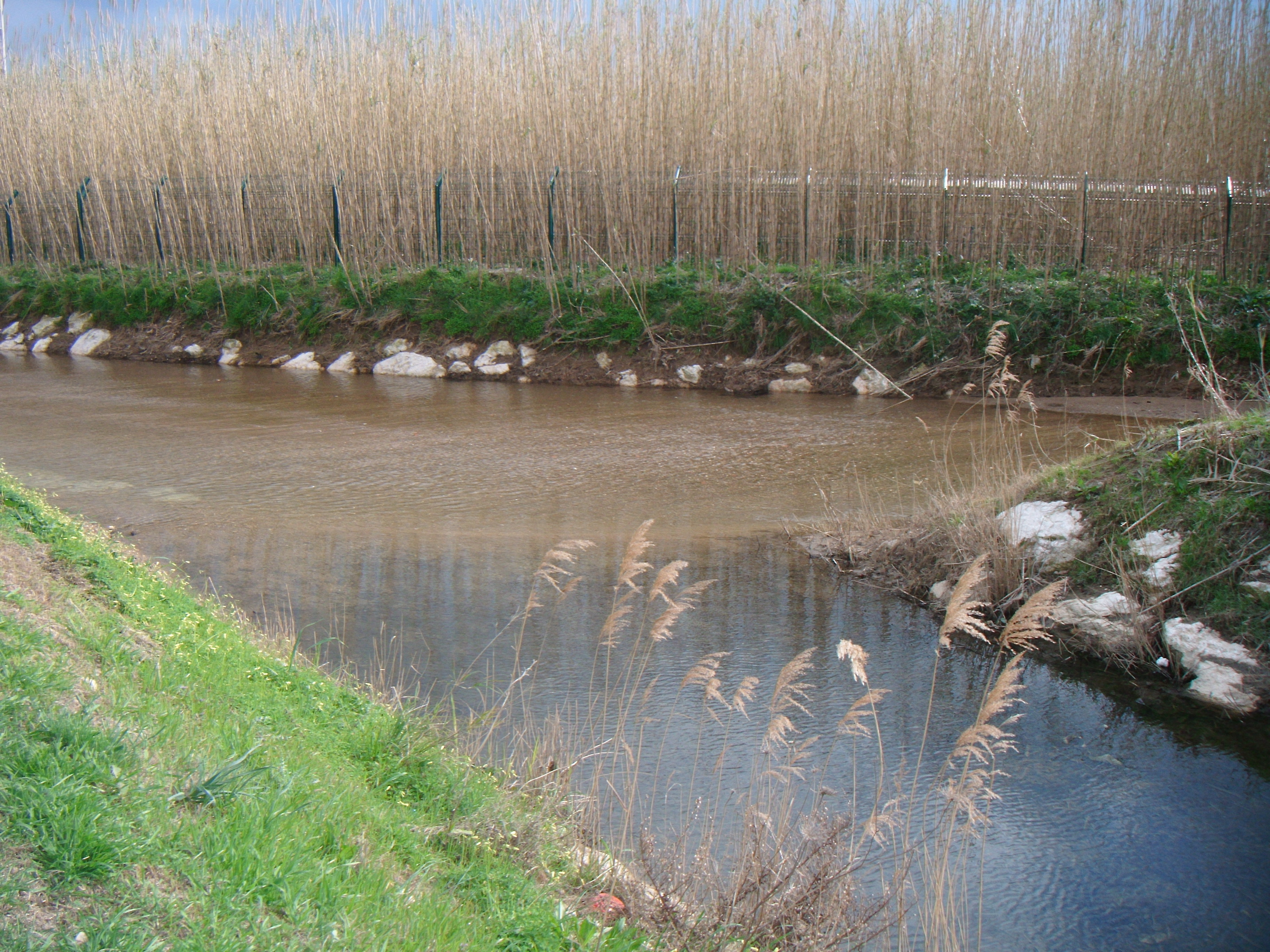
Confluence avec le canal du Grand Jardin au Lavandou

Le Batailler a sept affluents référencés et deux sous affluents :
- Vallon de la Berle (Y5401020) (rg[note 1]), 0,9 km sur Bormes-les-Mimosas.
- Vallon du Val de Guillen (Y5401060) (rg), 4,1 km sur Bormes-les-Mimosas.
  - Vallon de la Petite Berle (Y5401040) (rd), 1,4 km sur Bormes-les-Mimosas.
- Vallon de Maudroune (Y5401100) (rg), 2,4 km sur Bormes-les-Mimosas.
  - Vallon d'Entre la Colle (Y5401080) (rg), 2 km sur Bormes-les-Mimosas.
- Vallon de l'Agueiroun (Y5401120) (rd), 1,6 km sur Bormes-les-Mimosas.
- Vallon du Niel (Y5401140) (rd), 2,5 km sur Bormes-les-Mimosas.
- Vallon du Patelin (Y5401160) (rd), 1 km sur Bormes-les-Mimosas.
- Vallon de Castellan (Y5401180) (rg), 2,6 km sur Bormes-les-Mimosas.

Il conflue avec le canal du Grand Jardin au niveau du Lavandou, à proximité du Théâtre de Verdure et du Golf, peu avant de rejoindre la Méditerranée.

### Rang de Strahler
Son rang de Strahler est de trois.

## Hydrologie
Quasiment à sec toute l'année, il lui arrive de quitter son lit pour envahir certains territoires voisins dont le quartier éponyme du Batailler, à proximité de la Favière lors de précipitations importantes.

## Aménagement et écologie

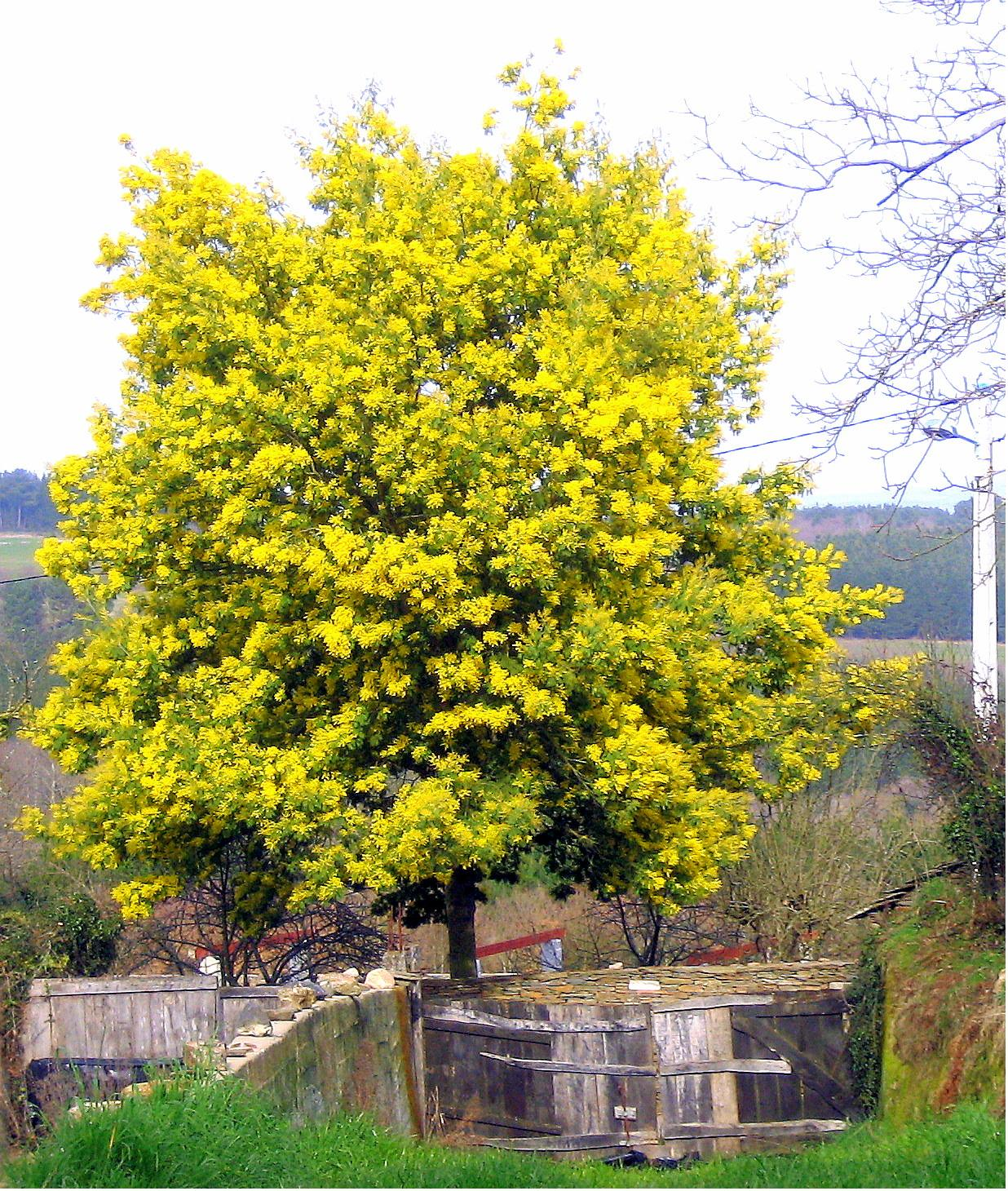
Acacia dealbata ou "Mimosa d'hiver"

Le Batailler traverse Bormes-les-Mimosas, le plus beau village fleuri de France,, avec soixante espèces de mimosa, un jardin exotique et deux parcs totalisant plus de 10 000 m2 de superficie soit un hectare.